# ميخائيل د. فيريرو
ميخائيل د. فيريرو هو عالم نبات تايلاندي، ولد في 1968.